# Лаусіг
Лаусіг (нім. Laußig) — громада в Німеччині, розташована в землі Саксонія. Входить до складу району Північна Саксонія.
Площа — 100,09 км2. Населення становить 3620 ос. (станом на 31 грудня 2020).